# Johannes Klihm
Adolf Paul Johannes Klihm (* 12. Januar 1848 in Muskau; † 23. September 1919) war ein deutscher Postbeamter und u. a. Präsident der Oberpostdirektion Minden (OPD).

## Leben

### Herkunft
Johannes Klihm war ein Sohn des Muskauer Polizeidirigenten Paul Klihm.

### Werdegang
Johannes Klihm besuchte das Gymnasium in Cottbus, schloss hier sein Abitur ab und trat am 12. Mai 1868 in Muskau als Posteleve in den Postdienst ein. Es folgte die Ausbildung bzw. die Anstellung für drei Monate in Muskau, für sieben Monate in Hoyerswerda, für fünf Monate in Glogau, für zwei Monate in Rolkwitz und für einen Monat in Bunzlau. Anschließend war er für 19 Monate am Reichspostamt in Berlin.
Ab August 1870 diente er als Einjährig-Freiwilliger beim Infanterie-Regiment 52. Auf Anforderung des Kaiserlichen Generalpostamtes wurde er bereits am 7. März 1871 aus der Armee entlassen und kam zur Disposition an die Oberpostdirektion Straßburg im Elsaß. 1875 wurde er aufgrund einer Kurzsichtigkeit ganz vom Militärdienst befreit.
Am 22. April 1873 legte er erfolgreich die Postsekretär-Prüfung ab und wurde zum Postpraktikanten. Anschließend kam er für einen Monat an das Postamt Lübben, für fünf Monate an das Postamt Grünberg, für einen Monat an das Postamt Masmünster, für sechs Monate an das Postamt Straßburg, für dreizehn Monate an das Postamt Molsheim, für sieben Monate als Postamt-Vorsteher an das Postamt Striegau, für acht Monate an das Postamt Breslau und für zwei Monate an das Postamt Bad Landeck. Am 1. Oktober 1876 erfolgte seine Ernennung zum Postsekretär und er wurde nach Berlin an das Hofpostamt versetzt. Die Prüfung für den höheren Verwaltungsdienst bestand er am 23. März 1878 und am 1. August 1878 wurde er auf eine Bürobeamtenstelle I. Klasse der Oberpostdirektion Hannover versetzt. Hier wurde er am 1. Dezember 1878 Oberpostdirektions-Sekretär. Vom 13. Januar 1880 bis 31. März des gleichen Jahres war er in Hannover in Vertretung Postinspektor.
Am 1. April 1880 kam er zur Probe als Postkassierer nach Berlin, wurde Anfang Oktober des gleichen Jahres als Postkassierer bestätigt und am 1. April 1881 kommissarisch Postinspektor. Ab 1. Januar 1882 war er als regulärer Postinspektor tätig. In dieser Position war er vom 1. Februar 1883 bis 31. Dezember 1888 an der Oberpostdirektion in Düsseldorf. Mit dem Jahreswechsel wurde er kommissarischer Postrat an der Oberpostdirektion Oldenburg, wo er am 19. April 1889 Postrat wurde. Am 1. Oktober 1891 kam er zur Oberpostdirektion Dresden und am 1. Juli 1892 erneut in das Reichspostamt nach Berlin.
Als Oberpostdirektor war er vom 1. Januar 1895 bis 30. Juni 1900 Präsident der Oberpostdirektion Minden. Ab 8. April 1900 übernahm er zusätzlich die Leitung der Oberpostdirektion Stettin, welche er nach seinem Ausscheiden als Präsident der Oberpostdirektion Minden hauptamtlich übernahm. 1903 wurde er Geheimer Oberpostrat. Vom 1. Januar 1904 an war er Präsident der Oberpostdirektion Trier. Am 1. Mai 1912 ging er in den Ruhestand.
Johannes Klihm war verheiratet und hatte vier Kinder. Er war u. a. mit dem Russischen St. Stanislausorden III. Klasse, dem Roten Adlerorden, dem Komturkreuz des Großherzoglich-Oldenburgischen Haus- und Verdienstordens, dem Kronen-Orden II. Klasse (1905) und dem Fürstlich-Waldeckschen Verdienstkreuz II. Klasse ausgezeichnet worden. 1898 hatte er den Roten Adlerorden III. Klasse mit Schleife und 1908 den Roten Adlerorden II. Klasse mit Eichenlaub erhalten. Zum Kronen-Orden II. Klasse erhielt er 1912 noch den Stern.